# Ensemble (Theater)
Ein Ensemble (anhörenⓘ von französisch: zusammen) ist die Gesamtheit der an einem Theater oder bei einer Theatergruppe engagierten Bühnenkünstler. Dies können Schauspieler, Sänger, Tänzer oder auch Instrumentalmusiker sein, die in Mehrspartentheatern als voneinander unabhängige Ensembles betrachtet werden. Theater mit Repertoiresystem haben ein eigenes, für mehrere Spielzeiten vertraglich an die Institution gebundenes Ensemble (im Unterschied zu Theatern mit En-suite-Spielbetrieb bzw. Stagionesystem oder Gastspielbetrieb). Ursprünglich brauchte es Solisten für jedes Rollenfach im Schauspiel bzw. jedes Stimmfach in der Oper, um alle Werke, die sich im Repertoire befanden, besetzen zu können. Heute hat sich diese Festlegung etwas gelockert, auch weil das Ensemble vermehrt mit Gästen (Darstellern, die nur für eine Produktion engagiert sind) ergänzt wird.
Außerdem kann der Begriff im Unterschied zu den Solisten entweder die gemeinsam agierenden Darsteller einer spezifischen Theateraufführung oder einzelnen Theatersparten-Ensembles, also Schauspieler im Vergleich zu Sängern sowie die einzelnen Kollektive des Theaters bezeichnen wie den Chor, das Corps de Ballet, das Orchester oder eine größere Gruppe von Statisten.
Jedes Ensemble ist dadurch gekennzeichnet, dass es nicht zufällig vorhanden ist, sondern seine Mitglieder im Sinne bestimmter Stil- und Kunstprinzipien zusammenarbeiten. Bekannte Beispiele sind das Berliner Ensemble oder das Tschechow-Kunsttheater Moskau. Viele deutsche Theater, insbesondere Stadttheater, verstehen sich bis heute als "Ensemble-Theater" mit einem auf bestimmte Zeit vertraglich an sie gebundenen Ensemble.
In der Regel sind Schauspieler, Sänger und Tänzer eines Theaters vertraglich auf eine gewisse Zeit (ein Jahr oder mehr) befristet durch einen Tarifvertrag engagiert (über den „Normalvertrag Bühne“, NV Bühne, vereinbart zwischen dem Deutschen Bühnenverein und der Genossenschaft Deutscher Bühnenangehöriger); Orchestermusiker sind nach Ablauf einer Probezeit unbefristet angestellt über den Tarifvertrag für die Musiker in Konzert- und Theaterorchestern (TVK).